# ديفيد ثيوبالد
ديفيد ثيوبالد (بالإنجليزية: David Theobald)‏ (15 ديسمبر 1978 بكامبريدج في المملكة المتحدة - ) هو لاعب كرة قدم بريطاني في مركز الدفاع. لعب مع إيبسويتش تاون وسوانزي سيتي وكامبريدج يونايتد ونادي برينتفورد ونادي كيترينغ تاون وكانفي آيلاند ونادي كامبريدج ستي وسانت ألبانز سيتي وبيشوب ستورتفورد وRoyston Town F.C. ‏.

## وصلات خارجية
- ديفيد ثيوبالد على موقع قاعدة بيانات كرة القدم.إي يو (الإنجليزية)
- ديفيد ثيوبالد على موقع Soccerbase.com (لاعب) (الإنجليزية)